# Neocheiridium galapagoense
Neocheiridium galapagoense är en spindeldjursart som beskrevs av Beier 1978. Neocheiridium galapagoense ingår i släktet Neocheiridium och familjen dvärgklokrypare. Inga underarter finns listade i Catalogue of Life.